# 將門記
《將門記》（日语：／ Shōmonki */?），是描寫日本平安時代中期，平將門之亂顛末的初期軍記物語。共1卷。

## 概略
將門記的原本已不存，僅有《真福寺本》和《片倉本》（楊守敬旧藏本）两種抄本，但是皆欠缺開頭的部分。原本的題名不詳，在鎌倉時代稱作《將門合戰章》、《將門合戰狀》。描寫平將門從一族的私鬥到反叛國家，最後戰死和死後從地獄傳來「冥界消息」的故事。
《真福寺本》是愛知縣名古屋市真福寺所傳，承德3年（1099年）製成，字體、文章完整，也少見錯字、訂正。《片倉本》和真福寺本相比，欠落或內容相異的部分相當多，也有訂正增補。兩本的文體都是和風的變體漢文。

## 作者及成書年代
作者、成書年代不明，有多種說法。有從詳細記述平將門之亂的經過、佛教世界觀的觀點，推測作者是將門親近的僧侶。也有從記述內容是根據公文書而來的觀點，推測作者是朝廷的貴族。成書年代也有諸說，一般認為是11世紀初期成立。

## 脚注
1. ↑  松林靖明、矢代和夫ほか校注・訳 『日本古典文学全集41　将門記』小学館
2. ↑  林陸朗校注、「将門記」　＜古典文庫67＞現代思潮新社
3. ↑  梶原正昭訳注　『将門記』全2巻　平凡社東洋文庫　1975-76年
4. ↑  川尻秋生編　『将門記を読む』　歴史と古典．吉川弘文館、2009年

## 關連項目
- 平將門
- 承平天慶之亂
- 和略假名

## 外部連結
- 將 門 記 （页面存档备份，存于）
- 将門記